# Sophista aristoteles
Sophista aristoteles är en fjärilsart som beskrevs av John Obadiah Westwood 1852. Sophista aristoteles ingår i släktet Sophista och familjen tjockhuvuden. Inga underarter finns listade i Catalogue of Life.